# Makowiec

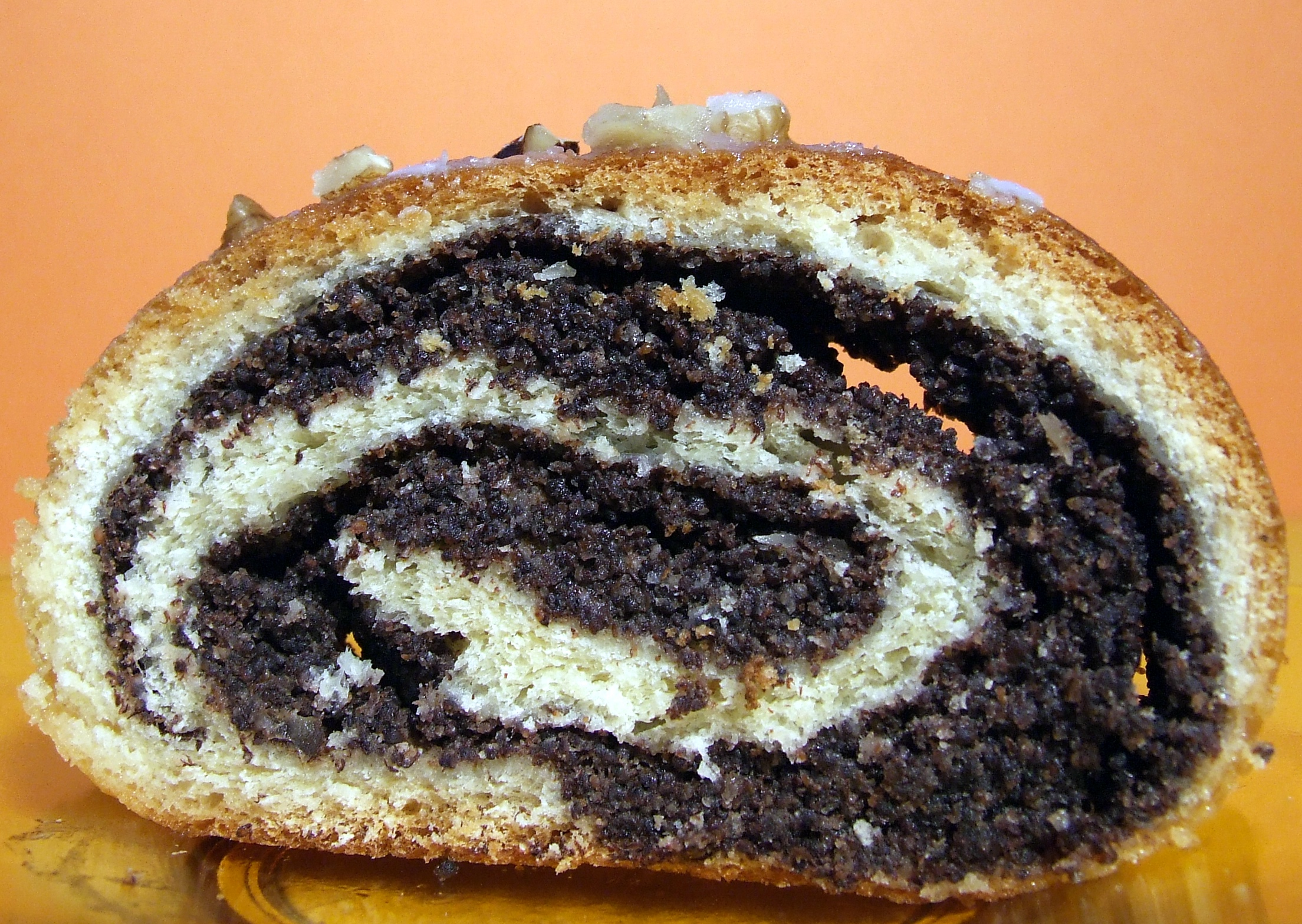
Makowiec

Makowiec är ett traditionellt polskt bakverk, men finns även i andra slaviska länder - i Kroatien makovnjača, i Ryssland rulet s makom och i Ungern som Bejgli. Namnet kommer från det slaviska ordet mak (vallmofrö). Makowiec är en mäktig kaka, till största delen bestående av vallmofrön blandat med socker, rom och russin. Bakverket görs vanligen som en rulltårta, ibland med glasyr på toppen, eller som en kaka med mördegsbotten med ovan beskrivna vallmofrömassa ovanpå. Makowiec är nästan ett måste vid det ungerska och polska julbordet och påskfirandet, liksom sernik i Polen och den valnötfyllda bejglin i Ungern. Valnötruladen serveras även under resten av året.